# Ichthyurus silentvalleyensis
Ichthyurus silentvalleyensis es una especie de coleóptero de la familia Cantharidae. Habita en la India.